# Bent Georg Jensen
 For alternative betydninger, se Georg Jensen (flertydig). (Se også artikler, som begynder med Georg Jensen)
Bent Georg Jensen (17. oktober 1923 - 31. maj 2014) var en dansk designer og tekstilingeniør.
Han var søn af Georg Jensen og tog i 1944 handelseksamen og måtte året efter grundet en ældre broders død træde ind i bestyrelsen og overtage A/S Georg Jensen Damaskvæveriet i Kolding, en post han besad til 1986. Fra 1971 til 1999 overtog han desuden formandskabet i bestyrelsen. Bent Georg Jensen har også selv tegnet  de varer, som virksomheden årene har produceret.